# Croton fruticulosus
Croton fruticulosus là một loài thực vật có hoa trong họ Đại kích. Loài này được Torr. mô tả khoa học đầu tiên năm 1858.